# Bundestagswahlkreis Hersfeld
Der Bundestagswahlkreis Hersfeld war von 1949 bis 2002 ein Wahlkreis in Hessen. Er umfasste zuletzt den Landkreis Hersfeld-Rotenburg, vom Landkreis Fulda die Gemeinden Burghaun, Eiterfeld, Hünfeld, Nüsttal und Rasdorf sowie vom Schwalm-Eder-Kreis die Gemeinden Felsberg, Guxhagen, Körle, Malsfeld, Melsungen, Morschen und Spangenberg.
Zur Bundestagswahl 2002 verlor Nordhessen einen Wahlkreis. Der Wahlkreis Hersfeld wurde aufgelöst und sein Gebiet auf die  Wahlkreise Werra-Meißner – Hersfeld-Rotenburg, Schwalm-Eder und Fulda aufgeteilt. Der letzte direkt gewählte Abgeordnete des Wahlkreises war Michael Roth (SPD).

## Wahl 1994
| Gegenstand der Nachweisung | Gegenstand der Nachweisung | Erst- stimmen | Erst- stimmen | Zweit- stimmen | Zweit- stimmen |
| Bewerber                   | Partei                     | Anzahl        | %             | Anzahl         | %              |
| -------------------------- | -------------------------- | ------------- | ------------- | -------------- | -------------- |
| Wahlberechtigte            | Wahlberechtigte            | 166.284       | 100,0         | 166.284        | 100,0          |
| Wähler                     | Wähler                     | 141.025       | 84,8          | 141.025        | 84,8           |
| Ungültige Stimmen          | Ungültige Stimmen          | 2.951         | 2,1           | 1.950          | 1,4            |
| Gültige Stimmen            | Gültige Stimmen            | 138.074       | 100,0         | 139.075        | 100,0          |
| davon                      |                            |               |               |                |                |
| Helmut Heiderich           | CDU                        | 57.435        | 41,6          | 54.649         | 39,3           |
| Berthold Wittich           | SPD                        | 65.487        | 47,4          | 63.168         | 45,4           |
| Alexander Abshagen         | F.D.P.                     | 4.152         | 3,0           | 8.563          | 6,2            |
| Günther Burckhard          | GRÜNE                      | 6.979         | 5,1           | 7.988          | 5,7            |
| Friedrich Baunack          | REP                        | 2.468         | 1,8           | 2.558          | 1,8            |
| Heinz Schneider            | PDS                        | 749           | 0,5           | 909            | 0,7            |
|                            | Solidarität                | –             | –             | 26             | 0,0            |
| Sibylle Möller             | DIE GRAUEN                 | 804           | 0,6           | 564            | 0,4            |
|                            | NATURGESETZ                | –             | –             | 195            | 0,1            |
|                            | MLPD                       | –             | –             | 10             | 0,0            |
|                            | ÖDP                        | –             | –             | 180            | 0,1            |
|                            | PBC                        | –             | –             | 265            | 0,2            |

## Wahl 1990
| Gegenstand der Nachweisung | Gegenstand der Nachweisung | Erst- stimmen | Erst- stimmen | Zweit- stimmen | Zweit- stimmen |
| Bewerber                   | Partei                     | Anzahl        | %             | Anzahl         | %              |
| -------------------------- | -------------------------- | ------------- | ------------- | -------------- | -------------- |
| Wahlberechtigte            | Wahlberechtigte            | 165.223       | 100,0         | 165.223        | 100,0          |
| Wähler                     | Wähler                     | 140.480       | 85,0          | 140.480        | 85,0           |
| Ungültige Stimmen          | Ungültige Stimmen          | 3.080         | 2,2           | 1.864          | 1,3            |
| Gültige Stimmen            | Gültige Stimmen            | 137.400       | 100,0         | 138.616        | 100,0          |
| davon                      |                            |               |               |                |                |
| Wilfried Böhm              | CDU                        | 58.320        | 42,4          | 55.686         | 40,2           |
| Berthold Wittich           | SPD                        | 63.704        | 46,4          | 60.741         | 43,8           |
| Jens Schwarz               | GRÜNE                      | 5.510         | 4,0           | 5.321          | 3,8            |
| Stefan Feuerstein          | F.D.P.                     | 7.507         | 5,5           | 12.092         | 8,7            |
|                            | DIE GRAUEN                 | –             | –             | 784            | 0,6            |
|                            | REP                        | –             | –             | 2.299          | 1,7            |
| Michael Ernst Zülch        | NPD                        | 1.841         | 1,3           | 1.095          | 0,8            |
| Brigitte Runte             | ÖDP                        | 518           | 0,4           | 359            | 0,3            |
|                            | PDS                        | –             | –             | 239            | 0,2            |

## Wahl 1987
| Gegenstand der Nachweisung | Gegenstand der Nachweisung | Erst- stimmen | Erst- stimmen | Zweit- stimmen | Zweit- stimmen |
| Bewerber                   | Partei                     | Anzahl        | %             | Anzahl         | %              |
| -------------------------- | -------------------------- | ------------- | ------------- | -------------- | -------------- |
| Wahlberechtigte            | Wahlberechtigte            | 161.378       | 100,0         | 161.378        | 100,0          |
| Wähler                     | Wähler                     | 143.851       | 89,1          | 143.851        | 89,1           |
| Ungültige Stimmen          | Ungültige Stimmen          | 2.852         | 2,0           | 1.900          | 1,3            |
| Gültige Stimmen            | Gültige Stimmen            | 140.999       | 100,0         | 141.951        | 100,0          |
| davon                      |                            |               |               |                |                |
| Wilfried Böhm              | CDU                        | 60.458        | 42,9          | 56.280         | 39,6           |
| Berthold Wittich           | SPD                        | 66.287        | 47,0          | 63.925         | 45,0           |
| Heinz Bliss                | F.D.P.                     | 5.267         | 3,7           | 10.638         | 7,5            |
| Gerda Pfahl                | GRÜNE                      | 7.531         | 5,3           | 9.358          | 6,6            |
|                            | FRAUEN                     | –             | –             | 342            | 0,2            |
|                            | MLPD                       | –             | –             | 48             | 0,0            |
| Franz Knoll                | NPD                        | 1.068         | 0,8           | 1.097          | 0,8            |
|                            | ÖDP                        | –             | –             | 196            | 0,1            |
|                            | Patrioten                  | –             | –             | 67             | 0,0            |
| Carsten Wilfried Baetzold  | FRIEDEN                    | 388           | 0,3           | –              | –              |

## Wahl 1980
| Gegenstand der Nachweisung | Gegenstand der Nachweisung | Erst- stimmen | Erst- stimmen | Zweit- stimmen | Zweit- stimmen |
| Bewerber                   | Partei                     | Anzahl        | %             | Anzahl         | %              |
| -------------------------- | -------------------------- | ------------- | ------------- | -------------- | -------------- |
| Wahlberechtigte            | Wahlberechtigte            | 157.399       | 100,0         | 157.399        | 100,0          |
| Wähler                     | Wähler                     | 145.969       | 92,7          | 145.969        | 92,7           |
| Ungültige Stimmen          | Ungültige Stimmen          | 2.965         | 2,0           | 1.359          | 0,9            |
| Gültige Stimmen            | Gültige Stimmen            | 143.004       | 100,0         | 144.610        | 100,0          |
| davon                      |                            |               |               |                |                |
| Wendelin Enders            | SPD                        | 73.067        | 51,1          | 70.863         | 49,0           |
| Wilfried Böhm              | CDU                        | 59.921        | 41,9          | 59.346         | 41,0           |
| Alfred Schmidt             | F.D.P.                     | 7.054         | 4,9           | 11.514         | 8,0            |
| Burghardt Hollstein        | DKP                        | 293           | 0,2           | 221            | 0,2            |
| Karl Meyfarth              | GRÜNE                      | 2.669         | 1,9           | 2.407          | 1,7            |
|                            | EAP                        | –             | –             | 16             | 0,0            |
|                            | KBW                        | –             | –             | 19             | 0,0            |
|                            | NPD                        | –             | –             | 199            | 0,1            |
|                            | V                          | –             | –             | 25             | 0,0            |

## Wahl 1976
| Gegenstand der Nachweisung | Gegenstand der Nachweisung | Erst- stimmen | Erst- stimmen | Zweit- stimmen | Zweit- stimmen |
| Bewerber                   | Partei                     | Anzahl        | %             | Anzahl         | %              |
| -------------------------- | -------------------------- | ------------- | ------------- | -------------- | -------------- |
| Wahlberechtigte            | Wahlberechtigte            | 154.740       | 100,0         | 154.740        | 100,0          |
| Wähler                     | Wähler                     | 145.482       | 94,0          | 145.482        | 94,0           |
| Ungültige Stimmen          | Ungültige Stimmen          | 2.790         | 1,9           | 1.059          | 0,7            |
| Gültige Stimmen            | Gültige Stimmen            | 142.692       | 100,0         | 144.423        | 100,0          |
| davon                      |                            |               |               |                |                |
| Wendelin Enders            | SPD                        | 71.791        | 50,3          | 70.543         | 48,8           |
| Wilfried Böhm              | CDU                        | 63.754        | 44,7          | 63.940         | 44,3           |
| Dieter Posch               | F.D.P.                     | 6.578         | 4,6           | 9.103          | 6,3            |
|                            | AUD                        | –             | –             | 68             | 0,0            |
|                            | AVP                        | –             | –             | 12             | 0,0            |
| Burghardt Hollstein        | DKP                        | 569           | 0,4           | 379            | 0,3            |
|                            | EAP                        | –             | –             | 15             | 0,0            |
|                            | KPD                        | –             | –             | 53             | 0,0            |
|                            | KBW                        | –             | –             | 46             | 0,0            |
|                            | NPD                        | –             | –             | 264            | 0,2            |

## Wahl 1972
| Gegenstand der Nachweisung | Gegenstand der Nachweisung | Erst- stimmen | Erst- stimmen | Zweit- stimmen | Zweit- stimmen |
| Bewerber                   | Partei                     | Anzahl        | %             | Anzahl         | %              |
| -------------------------- | -------------------------- | ------------- | ------------- | -------------- | -------------- |
| Wahlberechtigte            | Wahlberechtigte            | 158.917       | 100,0         | 158.917        | 100,0          |
| Wähler                     | Wähler                     | 147.342       | 92,7          | 147.342        | 92,7           |
| Ungültige Stimmen          | Ungültige Stimmen          | 2.725         | 1,8           | 1.065          | 0,7            |
| Gültige Stimmen            | Gültige Stimmen            | 144.617       | 100,0         | 146.277        | 100,0          |
| davon                      |                            |               |               |                |                |
| Wendelin Enders            | SPD                        | 79.861        | 55,2          | 75.341         | 51,5           |
| Wilfried Böhm              | CDU                        | 58.312        | 40,3          | 59.301         | 40,5           |
| Otto Fischer               | F.D.P.                     | 5.326         | 3,7           | 10.448         | 7,1            |
| Martin Ebel                | DKP                        | 503           | 0,3           | 374            | 0,3            |
|                            | EFP                        | –             | –             | 98             | 0,1            |
| Hartwig Golf               | NPD                        | 615           | 0,4           | 715            | 0,5            |

## Wahl 1969
| Gegenstand der Nachweisung | Gegenstand der Nachweisung | Erst- stimmen | Erst- stimmen | Zweit- stimmen | Zweit- stimmen |
| Bewerber                   | Partei                     | Anzahl        | %             | Anzahl         | %              |
| -------------------------- | -------------------------- | ------------- | ------------- | -------------- | -------------- |
| Wahlberechtigte            | Wahlberechtigte            | 148.009       | 100,0         | 148.009        | 100,0          |
| Wähler                     | Wähler                     | 133.135       | 90,0          | 133.135        | 90,0           |
| Ungültige Stimmen          | Ungültige Stimmen          | 2.599         | 2,0           | 3.281          | 2,5            |
| Gültige Stimmen            | Gültige Stimmen            | 130.536       | 100,0         | 129.854        | 100,0          |
| davon                      |                            |               |               |                |                |
| Wendelin Enders            | SPD                        | 67.234        | 51,5          | 64.336         | 49,5           |
| Carl Reinhard              | CDU                        | 52.227        | 40,0          | 51.003         | 39,3           |
| Rolf Metz                  | FDP                        | 5.352         | 4,1           | 6.800          | 5,2            |
| Hans Horn                  | ADF                        | 626           | 0,5           | 585            | 0,5            |
|                            | EP                         | –             | –             | 166            | 0,1            |
|                            | GPD                        | –             | –             | 543            | 0,4            |
| Hartwig Golf               | NPD                        | 5.097         | 3,9           | 6.421          | 4,9            |

## Wahl 1965
| Gegenstand der Nachweisung | Gegenstand der Nachweisung | Erst- stimmen | Erst- stimmen | Zweit- stimmen | Zweit- stimmen |
| Bewerber                   | Partei                     | Anzahl        | %             | Anzahl         | %              |
| -------------------------- | -------------------------- | ------------- | ------------- | -------------- | -------------- |
| Wahlberechtigte            | Wahlberechtigte            | 148.696       | 100,0         | 148.696        | 100,0          |
| Wähler                     | Wähler                     | 133.411       | 89,7          | 133.411        | 89,7           |
| Ungültige Stimmen          | Ungültige Stimmen          | 3.150         | 2,4           | 4.115          | 3,1            |
| Gültige Stimmen            | Gültige Stimmen            | 130.261       | 100,0         | 129.296        | 100,0          |
| davon                      |                            |               |               |                |                |
| Edwin Zerbe                | SPD                        | 64.071        | 49,2          | 61.935         | 47,9           |
| Carl Reinhard              | CDU                        | 51.209        | 39,3          | 49.003         | 37,9           |
| Hertha Schimmelpfeng       | FDP                        | 11.704        | 9,0           | 14.420         | 11,2           |
|                            | AUD                        | –             | –             | 104            | 0,1            |
| Horst-Otmar Henneberg      | DFU                        | 1.028         | 0,8           | 1.155          | 0,9            |
| Erich Fuchs                | NPD                        | 2.249         | 1,7           | 2.679          | 2,1            |

## Wahl 1961
| Gegenstand der Nachweisung | Gegenstand der Nachweisung | Erst- stimmen | Erst- stimmen | Zweit- stimmen | Zweit- stimmen |
| Bewerber                   | Partei                     | Anzahl        | %             | Anzahl         | %              |
| -------------------------- | -------------------------- | ------------- | ------------- | -------------- | -------------- |
| Wahlberechtigte            | Wahlberechtigte            | 114.323       | 100,0         | 114.323        | 100,0          |
| Wähler                     | Wähler                     | 103.003       | 90,1          | 103.003        | 90,1           |
| Ungültige Stimmen          | Ungültige Stimmen          | 2.929         | 2,8           | 4.928          | 4,8            |
| Gültige Stimmen            | Gültige Stimmen            | 100.074       | 100,0         | 98.075         | 100,0          |
| davon                      |                            |               |               |                |                |
| Carl Reinhard              | CDU                        | 38.930        | 38,9          | 36.560         | 37,3           |
| Ernst Meyer                | SPD                        | 43.849        | 43,8          | 43.006         | 43,9           |
| Willy Hild                 | FDP                        | 12.265        | 12,3          | 13.009         | 13,3           |
| Viktor Aschenbrenner       | GDP (DP-BHE)               | 3.804         | 3,8           | 3.962          | 4,0            |
| Horst-Otmar Henneberg      | DFU                        | 1.226         | 1,2           | 1.264          | 1,3            |
|                            | DRP                        | –             | –             | 274            | 0,3            |

## Wahl 1957
| Gegenstand der Nachweisung | Gegenstand der Nachweisung | Erst- stimmen | Erst- stimmen | Zweit- stimmen | Zweit- stimmen |
| Bewerber                   | Partei                     | Anzahl        | %             | Anzahl         | %              |
| -------------------------- | -------------------------- | ------------- | ------------- | -------------- | -------------- |
| Wahlberechtigte            | Wahlberechtigte            | 111.064       | 100,0         | 111.064        | 100,0          |
| Wähler                     | Wähler                     | 100.945       | 90,9          | 100.945        | 90,9           |
| Ungültige Stimmen          | Ungültige Stimmen          | 3.372         | 3,3           | 4.846          | 4,8            |
| Gültige Stimmen            | Gültige Stimmen            | 97.573        | 100,0         | 96.099         | 100,0          |
| davon                      |                            |               |               |                |                |
| Ernst Meyer                | SPD                        | 36.086        | 37,0          | 34.984         | 36,4           |
| Carl Reinhard              | CDU                        | 42.347        | 43,4          | 40.604         | 42,3           |
| Max Becker                 | FDP                        | 8.404         | 8,6           | 8.031          | 8,4            |
| Hans Mick                  | GB/BHE                     | 4.958         | 5,1           | 5.390          | 5,6            |
| Heinrich Fassbender        | DP                         | 4.438         | 4,5           | 5.500          | 5,7            |
|                            | BdD                        | –             | –             | 74             | 0,1            |
| Otto Sexauer               | DRP                        | 1.340         | 1,4           | 1.516          | 1,6            |

## Wahl 1949
|                   | Partei            | Anzahl  | %     |
| ----------------- | ----------------- | ------- | ----- |
| Wahlberechtigte   | Wahlberechtigte   | 112.514 | 100,0 |
| Wähler            | Wähler            | 93.897  | 83,5  |
| Ungültige Stimmen | Ungültige Stimmen | 3.537   | 3,8   |
| Gültige Stimmen   | Gültige Stimmen   | 90.360  | 100,0 |
| davon             |                   |         |       |
| Adolf Arndt       | SPD               | 30.565  | 33,8  |
|                   | CDU               | 16.736  | 18,5  |
|                   | FDP               | 25.582  | 28,3  |
|                   | KPD               | 2.846   | 3,1   |
|                   | Parteilose        | 14.631  | 16,2  |

## Wahlkreissieger
| Jahr | Name             | Partei | Erststimmen |
| ---- | ---------------- | ------ | ----------- |
| 1998 | Michael Roth     | SPD    | 51,7 %      |
| 1994 | Berthold Wittich | SPD    | 47,4 %      |
| 1990 | Berthold Wittich | SPD    | 46,4 %      |
| 1987 | Berthold Wittich | SPD    | 46,8 %      |
| 1983 | Wilfried Böhm    | CDU    | 47,4 %      |
| 1980 | Wendelin Enders  | SPD    | 51,1 %      |
| 1976 | Wendelin Enders  | SPD    | 50,3 %      |
| 1972 | Wendelin Enders  | SPD    | 55,2 %      |
| 1969 | Wendelin Enders  | SPD    | 51,5 %      |
| 1965 | Edwin Zerbe      | SPD    | 49,2 %      |
| 1961 | Ernst Meyer      | SPD    | 43,8 %      |
| 1957 | Carl Reinhard    | CDU    | 43,4 %      |
| 1953 | Adolf Arndt      | SPD    | 35,1 %      |
| 1949 | Adolf Arndt      | SPD    | 33,8 %      |

## Wahlkreisgeschichte
| Wahl      | Wahlkreisname | Gebiet |
| --------- | ------------- | --- |
| 1949      | 5 Hersfeld    | Landkreis Hersfeld, Landkreis Hünfeld, Landkreis Rotenburg (Fulda) |
| 1953–1961 | 130 Hersfeld  | Landkreis Hersfeld, Landkreis Hünfeld, Landkreis Rotenburg (Fulda) |
| 1965–1976 | 130 Hersfeld  | Landkreis Hersfeld, Landkreis Hünfeld, Landkreis Rotenburg (Fulda), Landkreis Melsungen |
| 1980–1998 | 128 Hersfeld  | Landkreis Hersfeld-Rotenburg, vom Landkreis Fulda die Gemeinden Burghaun, Eiterfeld, Hünfeld, Nüsttal und Rasdorf, vom Schwalm-Eder-Kreis die Gemeinden Felsberg, Guxhagen, Körle, Malsfeld, Melsungen, Morschen und Spangenberg |